# Especie introducida

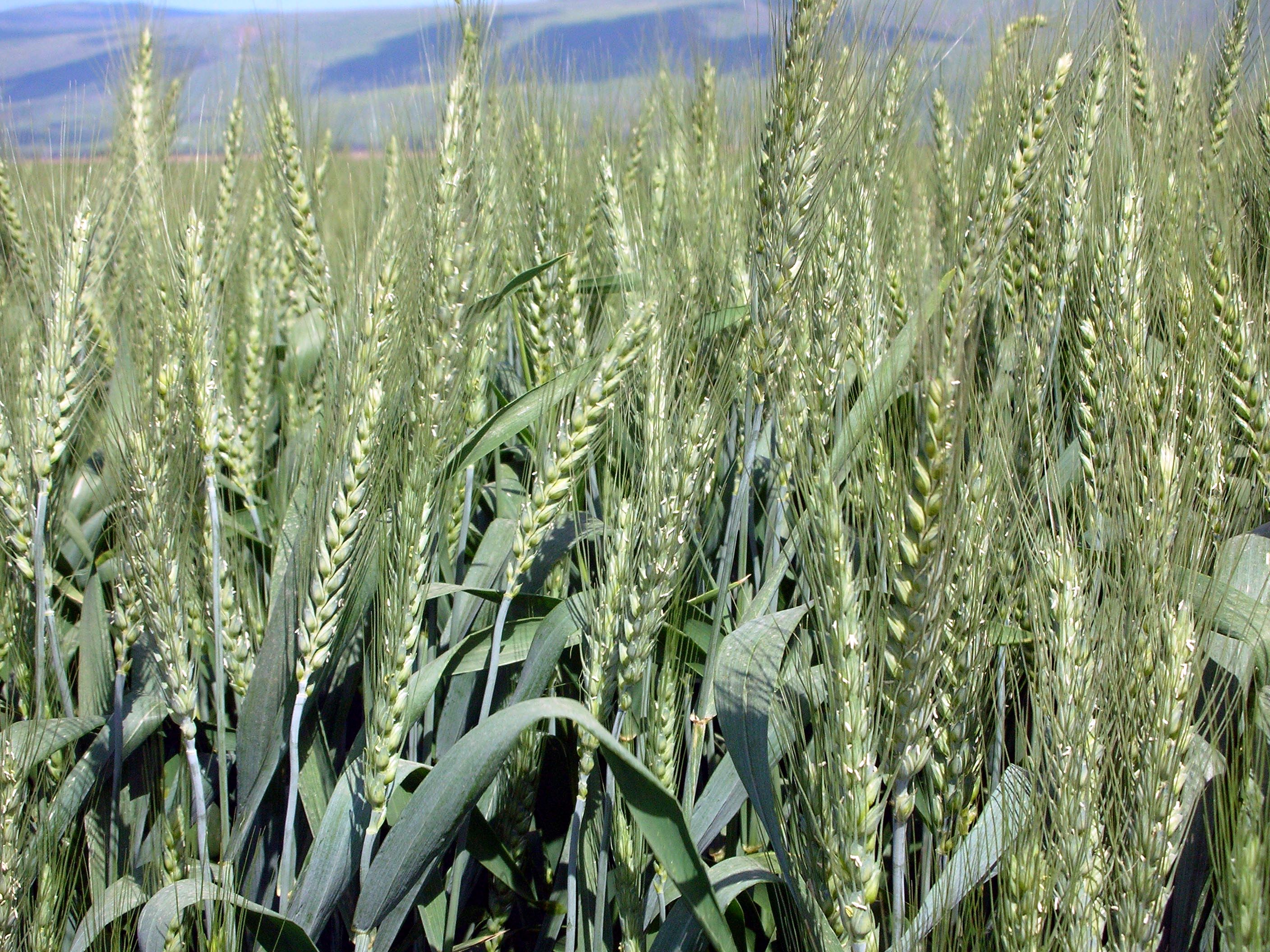
Trigo Triticum introducido mundialmente desde su centro de origen, Mesopotamia.

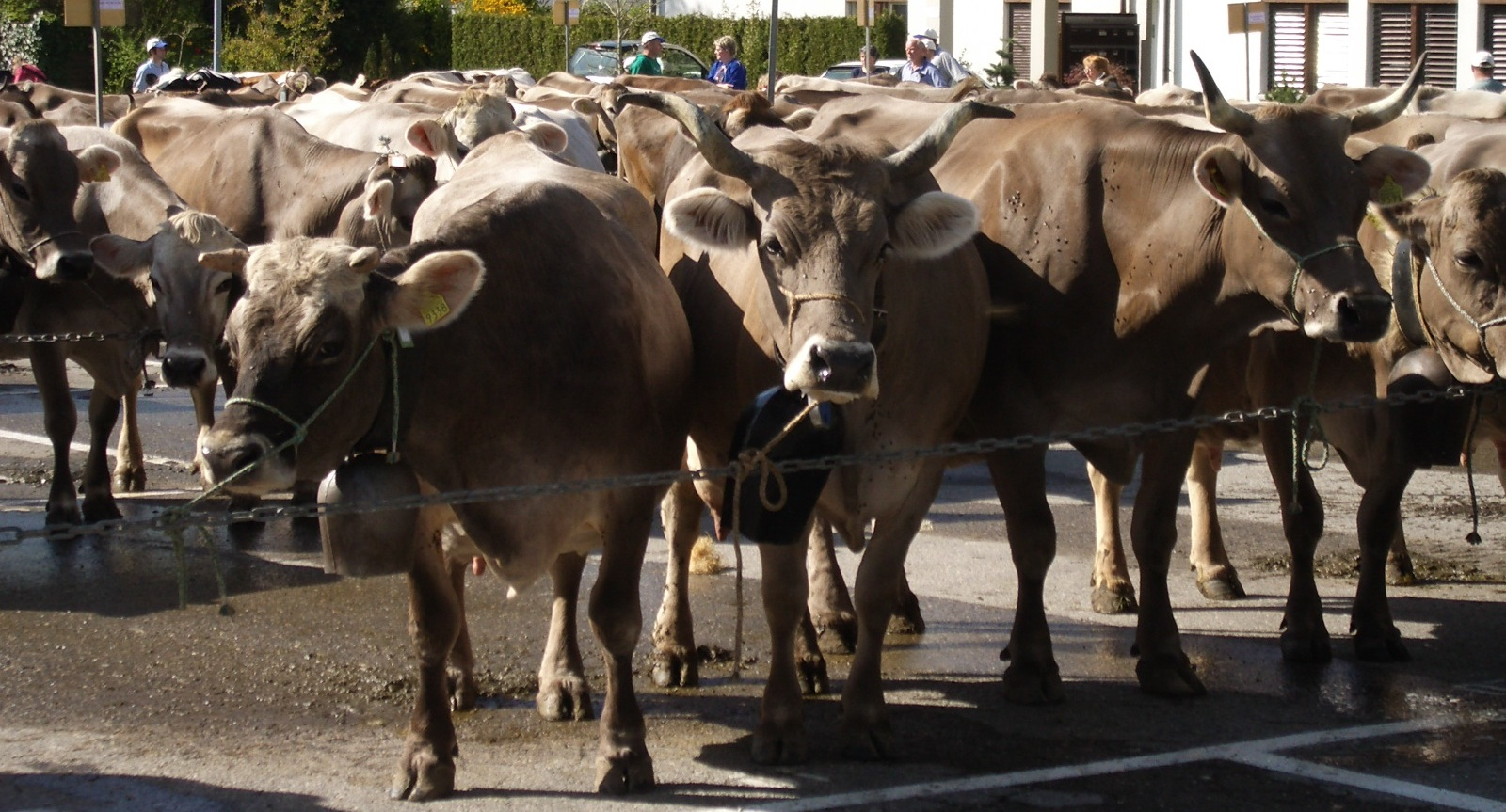
Vacas Bos primigenius taurus especie introducida mundialmente.

En biogeografía, una especie introducida, especie foránea, especie alóctona o especie exótica es una especie no nativa del lugar o del área en que se la considera introducida. Se trata de ejemplares que han sido transportados por los seres humanos, mecanismo denominado antropocoria, ya sea accidental o deliberadamente, a una nueva ubicación donde la especie puede o no llegar a establecerse. Las especies introducidas pueden dañar el ecosistema en el que se introducen, alterando el nicho ecológico de otras especies. Si una especie resulta dañina, produciendo cambios importantes en la composición, la estructura o los procesos de los ecosistemas naturales o seminaturales, poniendo en peligro la diversidad biológica nativa (en diversidad de especies, diversidad dentro de las poblaciones o diversidad de ecosistemas) entonces es denominada especie invasora. Debido a sus impactos en los ecosistemas donde han sido introducidas algunas de estas especies son consideradas ingenieros de ecosistemas.

## Tipos de introducciones
El término especie introducida se refiere a especies que han sido transportadas más allá de su distribución geográfica nativa por acción humana. Algunas definiciones se refieren solamente a las que han logrado aclimatarse o naturalizarse, pero éstas representan un pequeño porcentaje del total de especies introducidas. Estas introducciones pueden ser accidentales o intencionales. Las intencionales tienen lugar por acción de individuos que creen que esta introducción trae algún beneficio. Las accidentales son consecuencias secundarias del desplazamiento de los seres humanos. Después que una especie ha sido introducida puede tener lugar una subsecuente dispersión sin ayuda de las acciones humanas.

### Introducciones intencionadas
Las especies intencionalmente transportadas a otras regiones pueden llegar a establecerse de dos formas. En el primer caso por la liberación intencional de organismos en el nuevo ambiente. Es difícil predecir cuáles especies se establecerán exitosamente después de su liberación. En ciertos casos los humanos han hecho repetidos intentos de introducción para lograr establecer una especie en el nuevo ambiente. En estos casos es evidente que el establecimiento de la especie introducida ha sido facilitado por el ser humano.
En el segundo caso, ciertas especies que han sido transportadas a nuevas regiones escapan de su cautiverio y consiguen establecer poblaciones silvestres. Se incluyen organismos escapados en esta categoría porque el transporte inicial fue motivado por seres humanos. El hurón es un ejemplo de especie invasora que fue intencionalmente introducida al país de Chile. Ha causado grandes destrozos en el ecosistema, donde se han visto perjudicados el conejo y la gallina (también especies intencionalmente introducidas). 
El principal motivo de introducir especies intencionalmente es la ganancia económica. Hay numerosos ejemplos de especies introducidas con fines agrícolas o ganaderos. En efecto, las especies introducidas más numerosas y abundantes son plantas y animales agrícolas. Basta con mencionar el arroz, trigo, maíz, soja, entre las plantas. Ganado vacuno, ovejas, cabras, caballos, gallinas, perros y gatos son ejemplos de animales introducidos en muchas regiones. La abeja doméstica (Apis mellifera) es otro ejemplo, se trata de una especie muy adaptable que puede naturalizarse en una gran variedad de ambientes. Ejemplos de especies introducidas que se han convertido en invasoras son los siguientes: los conejos en Australia. La carpa asiática fue introducida a Estados Unidos como posible fuente de alimentos. Los caracoles manzana fueron introducidos en Asia como fuente de proteína. En Alaska se introdujeron zorros para la industria peletera. La industria maderera introdujo los árboles californianos, pinos de Monterrey (Pinus radiata) a Sudamérica, Australia y Nueva Zelanda. Estos son sólo unos pocos ejemplos de especies introducidas por motivos económicos.
Otras especies han sido introducidas por fines recreativos, como la caza y la pesca, tales como el salmón y la trucha. La salamandra Ambystoma tigrinum fue introducida en Estados Unidos para servir de carnada a los pescadores y ahora amenaza a la especie californiana endémica Ambystoma californiense. también en muchos casos los animales mascotas, tales como perros, gatos, loros han escapado llegando a producir poblaciones silvestres en sus nuevos locales.
El comercio de mascotas exóticas también ha sido una gran fuente de especies introducidas. Las especies preferidas como mascotas tienen requisitos de hábitat más generales y distribuciones más grandes. Por lo tanto, a medida que estas mascotas escapan o son liberadas, intencionalmente o no, es más probable que sobrevivan y establezcan poblaciones no nativas en la naturaleza. Las mascotas exóticas populares que se han convertido en especies extranjeras o invasoras incluyen los loros, las ranas, las tortugas acuáticas y las iguanas.
Muchas plantas son introducidas con fines de jardinería. Los ejemplos abundan, rosales, tulipanes, geranios, claveles, etc. El arce real fue introducido a Estados Unidos y Canadá desde Europa. El diente de león ha sido introducido en numerosos países y está bien establecido en muchos.
En años recientes muchas especies han sido introducidas para combatir plagas introducidas que carecen de enemigos en el lugar de introducción. Es un tipo de control biológico o de manejo integrado de plagas. El ejemplo más conocido es el de Harmonia axyridis, que se usa para combatir a los pulgones.
En ciertos casos, especies que han sido extirpadas localmente son reintroducidas por medio de ejemplares en cautiverio o ejemplares de otras regiones donde todavía están presentes. Esto se llama reintroducción de especies o restablecimiento.

### Introducciones accidentales
Las introducciones accidentales ocurren cuando las especies son transportadas por vectores humanos, por ejemplo tres especies de ratas se han desparramado por todo el mundo al ser transportadas en barcos y son consideradas especies invasoras. Muchas especies marinas han sido introducidas en otras regiones al ser llevadas en el agua usada como lastre por los barcos y descartada más tarde. Un ejemplo es el mejillón cebra, que también se convirtió en especie invasora muy difundida en muchos lugares del mundo. Con el gran aumento de los viajes las oportunidades de que muchas especies sean introducidas accidentalmente ha crecido considerablemente. Otro ejemplo es la lagartija noronha escinco, que alcanzó la isla de Fernando de Noronha siendo transportada desde África en balsa.
Todos los casos mencionados en los párrafos anteriores son ejemplos de especies introducidas que se convirtieron en especies invasoras. Es importante recordar que la mayoría de las especies introducidas no se convierten en invasoras. Por ejemplo: en los Estados Unidos se han introducido alrededor de 179 especies de Coccinellidae; cerca de 27 se han naturalizado, y de éstas menos de media docena han llegado a ser invasoras.

#### Enfermedades exóticas introducidas
Hay muchos casos a través de la historia de enfermedades introducidas a otros lugares. El caso de la viruela introducida en las Américas con la llegada de los europeos y la consiguiente diezma de las poblaciones indígenas es un caso extremo.
También hay casos de enfermedades de plantas que han sido introducidas accidentalmente y se han convertido en invasoras, como las enfermedades del castaño americano y la grafiosis del olmo que han diezmado los bosques de Norteamérica.
Todos estos son ejemplos de especies introducidas que se convirtieron en invasoras.

## Especies introducidas en islas
La mejor forma de estudiar los problemas de especies introducidas que se convierten en invasoras es en las islas. Debido a estar aisladas de las biotas continentales, las comunidades biológicas y ecosistemas de las islas pueden ser sumamente sensibles a alteraciones causadas por introducciones de otras especies. A menudo no existen predadores naturales de la nueva especie y las especies introducidas se pueden propagar fácilmente ocupando los nichos ecológicos disponibles. 
Otro problema es que las aves nativas de islas pequeñas puedan haber perdido la facultad del vuelo debido a la ausencia de predadores, así que la introducción de uno de estos puede destruir a las especies de aves vulnerables por su incapacidad de volar. La tendencia a perder el vuelo de los miembros de la familia Rallidae, las gallaretas, etc., ha causado un número desproporcionado de extinciones en esta familia.
El estudio de la restauración ecológica de las islas se ha desarrollado como una especialidad dentro de la biología de la conservación. Se dedica en gran parte a erradicar a las especies introducidas, especialmente las que se han convertido o tienen el potencial de convertirse en invasoras.

## Especies introducidas en cuerpos planetarios
Desde que se inició la exploración espacial con sondas y naves espaciales, ha existido la preocupación por una posible contaminación de microorganismos terrestres en otros cuerpos planetarios, ya sea de forma intencional o no.

## Contaminación genética
Las poblaciones que evolucionan en aislamiento corren un grave riesgo de extinción por el proceso llamado de contaminación genética, tal como la hibridación fuera de control, introgresión e inundación génica por medio de flujo genético que llevan a un reemplazo de los genotipos locales por los introducidos debido a sus ventajas numéricas o de aptitud biológica. Estas extinciones pueden ser causadas por la introducción de otras especies en un hábitat o por alteraciones de los hábitats que eliminan el aislamiento previo y hacen posible la migración de ciertas especies o poblaciones. Estos fenómenos pueden ser muy dañinos para las especies raras que entran en contacto con otras abundantes y cuyo acervo genético es inundado por genes introducidos si tiene lugar la hibridación.

## Plantas introducidas y su impacto
Un estudio publicado en el año 2020 en la prestigiosa revista científica Cuadernos de Investigación UNED documenta cómo diversas especies de plantas introducidas han influido profundamente en la historia de Costa Rica desde el siglo XVI. Algunas de estas especies se han convertido en cultivos de gran relevancia socioeconómica y ambiental, mientras que otras se han naturalizado o han desarrollado comportamientos invasivos. La investigación registró cerca de 982 especies seminíferas introducidas, agrupadas en 144 familias y 623 géneros. Fabaceae destacó como la familia con mayor diversidad, seguida por Poaceae y Lamiaceae. El estudio también revela que varias de las familias más diversas de la flora nativa, como Asteraceae, Euphorbiaceae y Rubiaceae, cuentan con numerosas especies cultivadas o naturalizadas. Esta recopilación ofrece una valiosa perspectiva sobre el origen, los usos y la historia natural de las plantas no nativas en el país.